# Rue Henri-Bocquillon
Pour les articles homonymes, voir Bocquillon.
La rue Henri-Bocquillon est une voie du 15e arrondissement de Paris, en France.

## Situation et accès
La rue Henri-Bocquillon est une voie publique située dans le 15e arrondissement de Paris. Elle débute au 162, rue de Javel et se termine au 119, rue de la Convention.

## Origine du nom

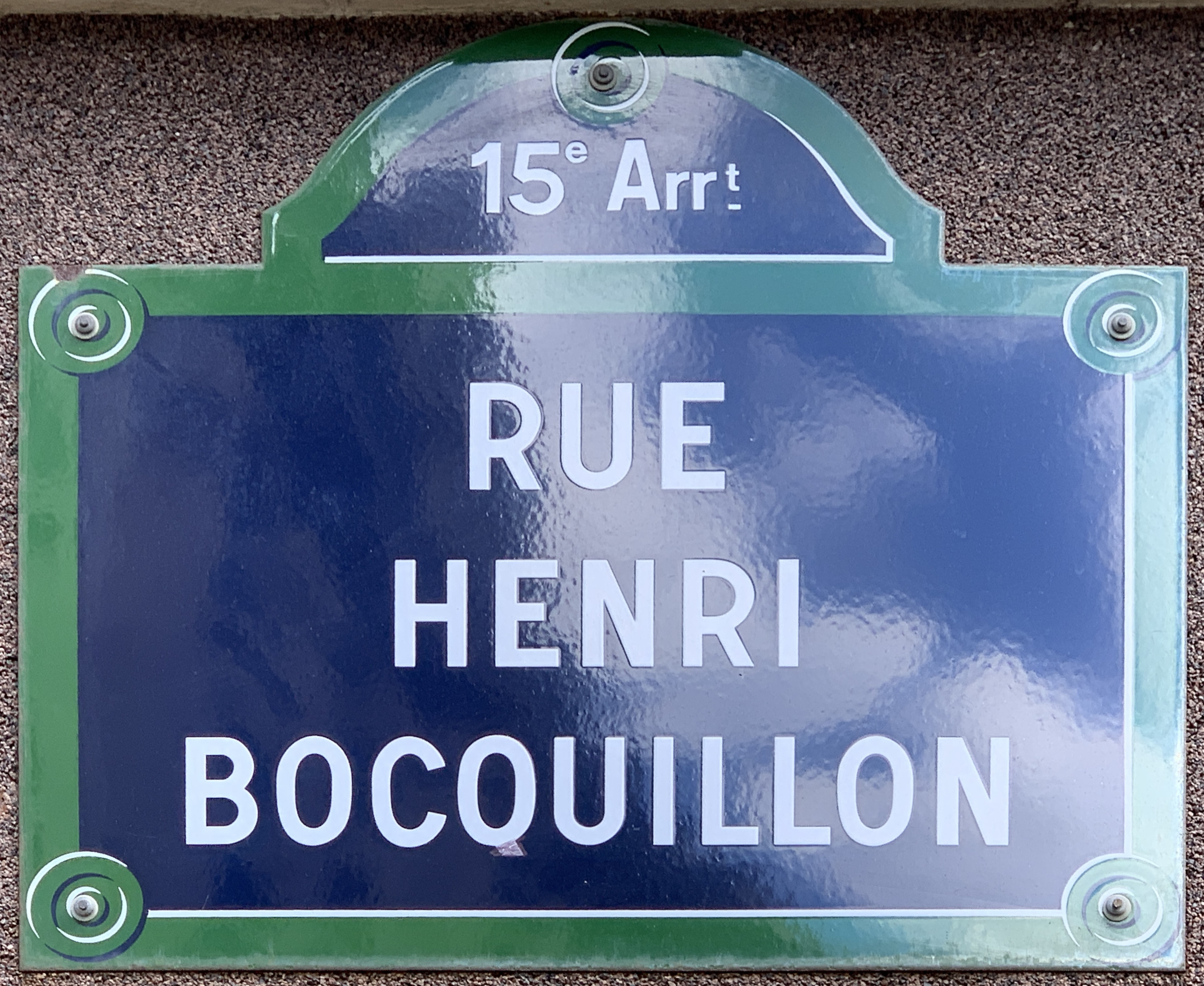
Plaque de la rue.

La rue doit son nom au propriétaire du terrain.

## Historique
La première partie de cette rue est ouverte en 1902, entre la rue de la Convention et la rue Serret et la seconde partie en 1911 entre la rue Serret et la rue de Javel, Elle prend sa dénomination actuelle le 15 mars 1957. 